# دمیتس-تهومیتس
دمیتس-تهومیتس (به آلمانی: Demitz-Thumitz) یک شهر در آلمان است که در باوتسن واقع شده‌است. دمیتس-تهومیتس ۳٬۰۲۹ نفر جمعیت دارد.

## خواهرخوانده
شهر بامنتال خواهرخواندهٔ دمیتس-تهومیتس هست.